# Şalom
Şalom (in ebraico: שלום, Pace oppure Buon giorno) è un settimanale politico-culturale della comunità ebraica di Turchia, fondato il 29 ottobre del 1947 dal giornalista Avram Leyon che lavorava nel giornale turco "Cumhuriyet". È pubblicato in lingua turca e una pagina in lingua giudeo-spagnola in formato Tabloid a Istanbul. Dopo marzo 2005 gli è associato anche un supplimento in giudeo-spagnolo che si chiama "Al Almaneser" ( in ladino - Aurora). Ivo Molinas è direttore. Iakup Barokas è caporedattore.
Nel 2005 Şalom ha avuto una tiratura media di oltre 5 000 copie al settimana.